# 1. češkoslovaška kompozitna zračna divizija
1. češkoslovaška kompozitna zračna divizija (češko 1. československá smíšená letecká divize) je bila letalska divizija, ki je bila sestavljena iz državljanov Češkoslovaške in je bila organizirana ter se bojevala na strani sovjetske Rdeče armade.

## Sestava
- štab
- 1. lovski letalski polk
- 2. lovski letalski polk
- 3. jurišni letalski polk
- 5. samostojna komunikacijska četa